# Edgar Zilsel
Edgar Zilsel (* 11. August 1891 in Wien; † 11. März 1944 in Oakland) war ein österreichischer Ideenhistoriker und Wissenschaftsphilosoph. Obwohl er kein Kunsthistoriker war, wurde sein Werk über den Begriff des Genies von vielen Kunstspezialisten, wie Erwin Panofsky oder Charles de Tolnay, gelesen.

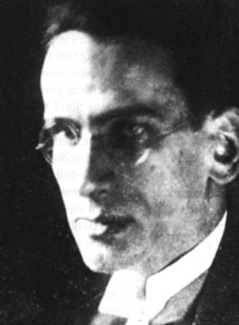
Fotografie von Edgar Zilsel, unbekanntes Datum.

## Biografie
1891 in Wien geboren, zeigt Zilsel eine frühe intellektuelle Neugier, die sich von der Musik über die Literatur bis hin zu den Wissenschaften erstreckt. Er studierte Philosophie, Mathematik und Physik an der Universität Wien, wo er im Jahr 1915 seine Doktorarbeit über das Anwendungsproblem einreichte. Diese Dissertation, 1916 veröffentlicht unter dem Titel „Das Anwendungsproblem“, markiert den Beginn seines Denkens über die komplexe Beziehung zwischen mathematischen Gesetzen und der empirischen Realität. Nach einem kurzen Aufenthalt als Mathematiker in einer Versicherungsgesellschaft wird Zilsel Professor für Mathematik, Physik und Naturwissenschaften an einem Wiener Gymnasium. Er setzt parallel dazu seine philosophischen und historischen Forschungen fort und veröffentlichte unter anderem einen Aufsatz über Mozart im Jahr 1912 sowie ein Buch über den Begriff des Genies, Die Geniereligion, im Jahr 1918.

### Zwischenkriegszeit
1920 engagiert sich Zilsel aktiv im Wiener intellektuellen Leben. Er besucht häufig den Kreis von Moritz Schlick, wo er an den Debatten über die wissenschaftliche Philosophie und den logischen Positivismus teilnimmt, während er einen gewissen Abstand zur Gruppe bewahrt. Er steht auch eng mit dem Kreis von Heinrich Gomperz in Verbindung, der vom Marxismus und der Sozialgeschichte beeinflusst ist.
Es ist in diesem Kontext, dass er seine Habilitationsschrift schreibt, Die Entstehung des Geniebegriffes, eine historische und soziologische Studie über den Begriff des Genies von der Antike bis zur Renaissance, die er 1923 an der Universität Wien einreicht. Obwohl er Unterstützung von einigen Professoren, darunter Schlick und Gomperz, erhält, wird die Thesis wahrscheinlich aufgrund des latenten Antisemitismus an der Universität zu dieser Zeit abgelehnt.
Parallel zu seinen Forschungsaktivitäten betätigen sich Zilsel in der Volksbildung. Er wird einer der hauptsächlichen Lehrer an der Volkshochschule in Ottakring, einer Volkshochschule, die nach dem Ersten Weltkrieg in Wien gegründet wurde.

### Emigration in die USA
Die Nazis an die Macht in Österreich 1938 zwingt Zilsel zur Verbannung. Er flüchtet zuerst nach England, dann nach Amerika mit seiner Frau und seinem Sohn.
In der Verbannung stößt Zilsel auf viele Schwierigkeiten, sowohl finanzielle als auch akademische. Er hat Schwierigkeiten, einen stabilen Job zu finden und sich mit vorübergehenden Posten zufriedenzugeben. Trotz dieser Hindernisse arbeitet er weiter an zwei wichtigen Forschungsprojekten: der eine über die sozialen Ursprünge der modernen Wissenschaft, der andere über den Begriff des Gesetzes in der Natur und Geschichte.
Trotz dass er einige Artikel während seiner Verbannung veröffentlicht, insbesondere in dem Journal of the History of Ideas und in der American Journal of Sociology, erreicht Zilsel nicht, seine Buchprojekte zu beenden. Er beging 1944 mit Schlaftabletten Suizid und hinterließ ein reichhaltiges und unvollendetes Werk.

## Rezeption
Nach seinem Tod geriet das Werk von Zilsel für mehrere Jahre in Vergessenheit. Erst ab den 1970er Jahren erfuhr es ein erneutes Interesse, zunächst in der deutschsprachigen Welt, dann auch in der anglophonen und francophonen Welt.
Heute gilt Zilsel als einer der Pioniere der Wissenschaftsgeschichte und der Wissenschaftssoziologie. Seine Dissertation über die sozialen Ursprünge der modernen Wissenschaft, bekannt als die „Zilsel-These“, bleibt Gegenstand von Debatten und Interpretationen.
Seine Betonung der Notwendigkeit eines sowohl historischen, soziologischen als auch philosophischen Ansatzes, um die Entwicklung der Wissenschaften zu verstehen, ist nach wie vor von großer Aktualität, ebenso wie seine Kritik am Kult des Genies und seine Vision einer Wissenschaft, die in sozialen Praktiken verwurzelt ist.
Die französische Zeitschrift für Soziologie und Geisteswissenschaften Zilsel hat ihm zu Ehren ihren Namen angenommen.

## Veröffentlichungen (Auswahl)
- Die Geniereligion. Ein kritischer Versuch über das moderne Persönlichkeitsideal mit einer historischen Begründung, Herausgegeben und eingeleitet von Johann Dvořak, Suhrkamp, Frankfurt am Main 1990, ISBN 978-3-518-28391-2.
- Die sozialen Ursprünge der neuzeitlichen Wissenschaft, Herausgegeben von Wolfgang Krohn, Frankfurt: Suhrkamp Verlag, 1976.
- Das Anwendungsproblem. Leipzig: Barth, 1916.
- Die Entstehung des Geniebegriffes. Ein Beitrag zur Ideengeschichte der Antike und des Frühkapitalismus. Tübingen: Mohr, 1926.
- mit George D. Santillana: The Development of Rationalism and Empiricism (= International Encyclopedia of Unified Science, Band 2, Nr. 8). University of Chicago Press, Chicago 1941; 6. Auflage, 1967.
- Physics and the problem of historico-sociological laws (1941). Philosophy of Science, 8, S. 567–579.
- Wissenschaft und Weltanschauung. Aufsätze 1929–1933. Mit einem Vorwort von Karl Acham, Hrsg. und eingeleitet von Gerald Mozetič, Böhlau Verlag, Wien/Köln/Weimar 1992, ISBN 978-3-205-05386-6.